# Mîhailiukî, Novoaidar
Mîhailiukî (în ucraineană Михайлюки) este un sat în comuna Oleksiivka din raionul Novoaidar, regiunea Luhansk, Ucraina.

## Demografie
Componența lingvistică a localității Mîhailiukî
     Ucraineană (85,37%)
     Rusă (13,97%)
     Alte limbi (0,66%)
Conform recensământului din 2001, majoritatea populației localității Mîhailiukî era vorbitoare de ucraineană (85,37%), existând în minoritate și vorbitori de rusă (13,97%).